# II (альбом)
II — второй студийный альбом мужской R&B-группы Boyz II Men, изданный в августе 1994 года на лейбле Motown Records. Благодаря синглам первой величины «I’ll Make Love to You» и «On Bended Knee» группа стала третьей после Элвиса Пресли и The Beatles, кому удалось завоевать вершину чарта Billboard Hot 100 двумя последовательными хитами за последние 30 лет.

## Об альбоме
Устный трек «Khalil (Interlude)» посвящён Khalil Roundtree организатору гастролей, который был застрелен в Чикаго, в то время как группа выступала на открытии турне американского рэпера MC Hammer Too Legit to Quit.
Альбом дебютировал на первом месте в чарте Billboard 200 с 350 000 проданными копиями и продержался на первой строчке пять недель, став третьим альбомом-бестселлером в США с суммарными продажами в 12 миллионов копий.
Несмотря на успех в Северной Америке, альбом не получил должного внимания в Великобритании, где достиг лишь 17 места в чарте страны. В дополнение к англоязычному альбому была выпущена испаноязычная версия под названием «II: Yo Te Voy a Amar». Также альбом выиграл номинацию Лучший R&B альбом в 37 ежегодной премии Грэмми.

## Список композиций
1. «Thank You» (Michael S. McCary, Nathan Morris, Wanya Morris, Shawn Stockman, Dallas Austin) — 4:34
2. «All Around the World» (James Harris III, Terry Lewis, Michael S. McCary, Nathan Morris, Wanya Morris, Shawn Stockman, Daddy-O) — 4:56
3. «U Know» (Michael S. McCary, Nathan Morris, Wanya Morris, Shawn Stockman, Tim Kelley, Bob Robinson) — 4:46
4. «Vibin'» (Michael S. McCary, Nathan Morris, Wanya Morris, Shawn Stockman, Tim Kelley, Bob Robinson) — 4:26
5. «I Sit Away» (Tony Rich) — 4:34
6. «Jezzebel» (Wanya Morris, Shawn Stockman, The Characters: Troy Taylor & Charles Farrar) — 6:06
7. «Khalil (Interlude)» (Nathan Morris, Shawn Stockman Tim Kelley, Bob Robinson) — 1:41
8. «Trying Times» (Wanya Morris, Tim Kelley, Bob Robinson) — 5:23
9. «I'll Make Love to You» (Babyface) — 4:07
10. «On Bended Knee» (James Harris III, Terry Lewis) — 5:29
11. «50 Candles» (Shawn Stockman, Tim Kelley, Bob Robinson) — 5:06
12. «Water Runs Dry» (Babyface) — 3:22
13. «Yesterday» (Paul McCartney, John Lennon) — 3:07
14. «Falling» — 4:09

## Позиции в чартах и преемственность
| Чарт (1994)                          | Высшая позиция    |
| ------------------------------------ | ----------------- |
| США Billboard 200                    | 1                 |
| США Billboard Top R&B/Hip-Hop Albums | 1                 |
| UK Albums Chart                      | 17                |
| Australian Albums Chart              | 1 (четыре недели) |

## Хронология релиза
| Страна                    | Дата             | Лейбл          | Формат      |
| ------------------------- | ---------------- | -------------- | ----------- |
| Соединённые Штаты Америки | 30 августа 1994  | Motown Records | Кассета, CD |
| Великобритания            | 12 сентября 1994 | Motown Records | Кассета, CD |